# Gareth Evans
Gareth Huw Evans (Hirwaun; 6 de abril de 1980) es un cineasta y coreógrafo de acción galés. 
Es mejor conocido por las películas de acción y crímenes de Indonesia Merantau (2009), The Raid (2011) y The Raid 2 (2014), y por llevar el arte marcial indonesio del pencak silat al cine mundial.
Conocido por cocrear, coescribir, codirigir y producir ejecutivo la serie de televisión de drama criminal de acción Sky Atlantic / AMC Gangs of London (2020), junto a Matt Flannery, basada en el videojuego de 2006 del mismo nombre.

## Biografía
Evans nació y creció en Hirwaun, Cynon Valley.
Se graduó en la Universidad de Gales del Sur con una maestría en escritura de guiones.

## Filmografía

### Cortometrajes
| Año  | Título             | Director | Escritor | Productor | Editor | Notas                                               |
| ---- | ------------------ | -------- | -------- | --------- | ------ | --------------------------------------------------- |
| 2003 | Samurái Monogatari | Sí       | Sí       | Sí        | Sí     |                                                     |
| 2013 | Safe Haven         | Sí       | Sí       | No        | Sí     | Segmento de V/H/S/2 (Codirigido con Timo Tjahjanto) |
| 2016 | Pre Vis Action     | Sí       | Sí       | Sí        | Sí     | También director de fotografía                      |

### Largometrajes
| Año  | Título         | Director | Escritor | Productor | Editor | Notas                                 |
| ---- | -------------- | -------- | -------- | --------- | ------ | ------------------------------------- |
| 2006 | Footsteps      | Sí       | Sí       | Sí        | Sí     | Rol: Camarógrafo de guarida porno     |
| 2009 | Merantau       | Sí       | Sí       | No        | Sí     |                                       |
| 2011 | La redada      | Sí       | Sí       | Executive | Sí     | También coreógrafo de acción.         |
| 2014 | La incursión 2 | Sí       | Sí       | No        | Sí     | También coreógrafo de acción.         |
| 2018 | Apóstol        | Sí       | Sí       | Sí        | Sí     | También equipo de diseño de acciones. |
| 2025 | Havoc          | Sí       | Sí       | Sí        | No     | Película para Netflix                 |

### Televisión
| Año  | Título               | Director | Escritor | Creador | Notas                                                |
| ---- | -------------------- | -------- | -------- | ------- | ---------------------------------------------------- |
| 2020 | Pandillas de Londres | Sí       | Sí       | Sí      | Episodios 1, 5 y la mayoría de secuencias de acción. |

## Premios
En noviembre de 2011, The Raid ganó el premio Midnight Madness en el Festival Internacional de Cine de Toronto en 2011.
1. ↑  Hughes, Brendan (24 de mayo de 2012). «Gareth comes home for his film premiere». walesonline.co.uk. «The 32-year-old beamed with pride during the talk at the university’s Atrium campus in the city as he answered questions from students eager to follow in his footsteps.»
2. ↑  Brown, Todd (4 de febrero de 2009). «Gareth Evans and Iko Uwais talk MERANTAU». Twitch Film. Archivado desde el original el 9 de marzo de 2012. Consultado el 22 de septiembre de 2011.
3. ↑  Hughes, Brendan (24 de mayo de 2012). «Gareth comes home for his film premiere». walesonline.co.uk. «The 32-year-old beamed with pride during the talk at the university’s Atrium campus in the city as he answered questions from students eager to follow in his footsteps.»
4. ↑  «‘The Raid’ directed by Glamorgan graduate Gareth Evans released today». University of Glamorgan. 18 de mayo de 2012. Archivado desde el original el 15 de mayo de 2014. Consultado el 4 de junio de 2012.
5. ↑  Ludkin, Gareth (May 2012). «profile - Gareth Evans». Buzz: 22.
6. ↑  «'Gangs of London' director Gareth Evans breaks down the making of brutal fight scenes and talks extreme violence on screen». uk.movies.yahoo.com.
7. ↑  «Sony Pictures Classics Releasing The Raid». deadline.com. 29 de noviembre de 2011.